# Miami Dade College
Miami Dade College (MDC) es una universidad pública ubicada en el condado de Miami-Dade, Florida (Estados Unidos).
Consta de ocho campus, siendo el principal de ellos el Wolfson Campus, en el Centro de Miami.
Fue fundada en 1959 y abrió sus puertas para el curso académico 1960-61 con el nombre de Dade County Junior College. Posteriormente cambió de nombre a Miami-Dade Junior College y en 1973, cuando inauguró el nuevo Wolfson Campus, que ahora es su campus principal, volvió a cambiar de nombre al actual de Miami Dade College.
Pertenece al Florida College System, que aglutina a las veintiocho universidades públicas que ofrecen básicamente programas de dos años (denominadas community colleges y junior colleges). Junto con el sistema universitario estatal de Florida, donde se integran las otras doce universidades públicas de Florida (aquellas que ofrecen programas de cuatro años y de postgrado), conforma el sistema público de educación superior en el estado. 
El 'MDC' tiene avalados programas de inglés en Colombia, con el  Miami Language College que está ubicada en la capital del país. 

## Campus
Los ocho campus que tiene la universidad son:
| Campus               | Fundación | Ubicación      |
| Hialeah Campus       | 1980      | Hialeah        |
| Homestead Campus     | 1990      | Homestead      |
| InterAmerican Campus | 1986      | Pequeña Habana |
| Kendall Campus       | 1967      | Kendall        |
| Medical Campus       | 1977      | Civic Center   |
| North Campus         | 1960      | Westview       |
| West Campus          | 2005      | Doral          |
| Wolfson Campus       | 1970      | Miami          |